# Livia Berlendi
Livia Berlendi fou una soprano italiana de la que hi ha molt poques dades.
Es va fer aplaudir en els principals teatres d'Europa i Amèrica. A primers del segle XX en el Gran Teatre del Liceu de Barcelona, estrena l'òpera d'Edoardo Mascheroni Lorenza i en el mateix Liceu el 17 de gener de 1912, va estrenar l'òpera d'Enric Morera Titaina. El 17 de març de 1910 va estrenar en el Teatre Massimo de Palerm l'òpera Mese Mariano d'Umberto Giordano sota la batuta de Leopoldo Mugnone en el rol principal de Carmela. El 1909 havia actuat amb èxit en el Politeama (Arenas) de Barcelona, interpretant, entre d'altres, el rol de Margarida del Faust de Gounod.